# Chlorostauropus viridissima
Chlorostauropus viridissima är en fjärilsart som beskrevs av George Thomas Bethune-Baker 1904. Chlorostauropus viridissima ingår i släktet Chlorostauropus och familjen tandspinnare. Inga underarter finns listade i Catalogue of Life.